# Бурсомон
Бурсомо́н — село в Красночикойском районе Забайкальского края. Входит в состав сельского поселения «Верхнешергольджинское».

## География
Село находится в юго-западной части Забайкальского края, на правом берегу реки Средний Шергольджин, к северо-западу от места её впадения в Чикой, на расстоянии 5,5 км к западу от села Верхний Шергольджин, центра сельского поселения, и 52 км к юго-западу от села Красный Чикой, административного центра района.

### Часовой пояс
Село Бурсомон, как и весь Забайкальский край, находится в часовой зоне МСК+6. Смещение применяемого времени относительно UTC составляет +9:00.

## Население
| 2002 | 2010 | 2021 |
| ---- | ---- | ---- |
| 164  | ↗165 | ↘135 |

## Улицы
- ул. Заречная,
- ул. Новая,
- ул. Подгорная,
- ул. Строительная.

## Инфраструктура
В селе действуют начальная общеобразовательная школа, центр бурятской культуры, фельдшерско-акушерский пункт, дуган.

## Известные уроженцы
- Аюшеев, Дамба Бадмаевич (род. 1962) — XXIV Пандито Хамбо-лама, глава Буддийской традиционной сангхи России.